# 안단테 (드라마)
《안단테》는 2017년 9월 24일부터 2018년 1월 7일까지 방송되었던 KBS 1TV 청소년 드라마였다.
해외 판권 독점 계약을 위한 사전 심의 기간을 염두에 두고, 사전 제작 드라마로 기획·제작하였으며, 당초 《죽이는 학교》에서 지금의 제목인 《안단테》로 최종 확정하여 일본 등 동아시아 국가를 비롯한, 전 세계 50여 개 국에서 동시 방영한 바 있다.
당초 2017년 9월 10일에 첫 방송될 예정이었지만 편성 공백 문제로 인해 2017년 9월 24일에 첫 방송되었다.

## 프로그램 소개
전형적인 도시 아이인 시경이 시골로 전학을 오면서 낯설고 두려운 경험을 극복하며 가치 있는 삶과 진정한 사랑의 의미를 깨닫는 기적 같은 성장통을 담아낸 가슴 따뜻한 힐링 성장 드라마

## 등장 인물

### 주요 인물
- 카이 : 이시경(18세) 역 (아역 : 김승한)
- 김진경 : 김봄(19세) 역 (아역 : 성소윤)
- 이예현 : 이시영(17세) 역 - 시경의 동생
- 백철민 : 박가람(18세) 역

### 시경네 가족
- 전미선 : 오정원(45세) 역 - 시경과 시영의 어머니
- 성병숙 : 김덕분(76세) 역 - 시경과 시영의 친할머니
- 박지연 : 오정수(27세) 역 - 시경과 시영의 이모

### 병원 사람
- 김광식 : 박영근 역
- 김주령 : 영숙 역
- 이창주 : 염창훈 역
- 전진기 : 환자 김재웅 역

### 교무실
- 권남희 : 도경자 역
- 안홍진 : 최종민 역
- 김견우 : 강현우 역

### 학생들
- 송지현 : 석주연(18세) 역
- 하경 : 엄용기(18세) 역
- 안승균 : 민기훈(18세) 역
- 백은경 : 김지혜(18세) 역
- 김정호 : 김민석(18세) 역

### 그 외
- 신철진
- 장가현
- 김형주
- 이상이 : 문성준 역
- 손진환
- 이채민 : 도영 역
- 유해별
- 조한솔
- 손수민
- 백승도
- 이진권
- 금보 : 명수 역
- 공윤찬 : 재훈 역
- 김도준
- 김모범
- 김대한
- 정강희

### 특별 출연
- 이병준

## 에피소드 목록
1회 첫번째 죽음
2회 버나드의 탄생
3회 신경 쓰여서,그렇게
4회 할머니가 있는 풍경
5회 무슨 말을 할까
6회 삼만구백십이시간,십사년 십개월 십일
7회 두 개의 반지
8회 일상으로의 초대
9회 너는 나의 봄이다
10회 그 겨울 따뜻했던 기억
11회 진짜와 가짜, 중요한 건 마음이야
12회 가족의 발견
13회 정은 끊어져도 사랑은 끊어지지 않는다
14회 The show must go on!
15회 봄의 기적
16회 아버지가 돌아왔다!

## 시청률
최저 시청률과 최고 시청률은 시청률 조사회사와 지역별로 시청률에 차이가 있을 수 있습니다.
| 2017년 | 2017년    | 2017년      | 2017년      | 2017년     | 2017년     |
| 회차   | 방송일    | TNmS 시청률 | TNmS 시청률 | AGB 시청률 | AGB 시청률 |
| 회차   | 방송일    | 한국(전국)  | 수도권      | 한국(전국) | 수도권     |
| ------ | --------- | ----------- | ----------- | ---------- | ---------- |
| 1회    | 9월 24일  | 2.9%        | %           | 2.8%       | %          |
| 2회    | 10월 1일  | 1.8%        | %           | 2.0%       | %          |
| 3회    | 10월 8일  | 2.3%        | %           | 2.3%       | %          |
| 4회    | 10월 15일 | 2.1%        | %           | 2.4%       | %          |
| 5회    | 10월 22일 | 1.8%        | %           | 1.8%       | %          |
| 6회    | 10월 29일 | 2.2%        | %           | 1.7%       | %          |
| 7회    | 11월 5일  | 2.1%        | %           | 1.7%       | %          |
| 8회    | 11월 12일 | 1.9%        | %           | 1.9%       | %          |
| 9회    | 11월 19일 | 2.4%        | %           | 2.1%       | %          |
| 10회   | 11월 26일 | 1.4%        | %           | 1.6%       | %          |
| 11회   | 12월 3일  | 2.3%        | %           | 2.1%       | %          |
| 12회   | 12월 10일 | 2.3%        | %           | 1.9%       | %          |
| 13회   | 12월 17일 | 1.8%        | %           | 2.1%       | %          |
| 14회   | 12월 24일 | 2.1%        | %           | 2.1%       | %          |
| 15회   | 12월 31일 | 1.9%        | %           | 1.7%       | %          |
| 2018년 |           |             |             |            |            |
| 16회   | 1월 7일   | 2.4%        | %           | 1.8%       | %          |